# Their Mothers-in-Law
Their Mothers-in-Law è un cortometraggio muto del 1911 prodotto dalla Lubin Manufacturing Company. Il nome del regista non viene riportato nei credit del film.

## Trama
La giovane signora Smith, stanca dei lavori di casa, pensa di invitare sua madre. Altrettanto, a sua insaputa, fa il maritino, che chiama la propria madre. Quando, contemporaneamente, arrivano le due suocere, la situazione si fa sempre più confusa. Avendo a disposizione un'unica camera per gli ospiti, i due giovani sposi sono costretti a cedere la loro stanza a una delle due mamme, mentre loro si arrangiano in soffitta. Le suocere cominciano subito a competere per cercare di prendere il sopravvento nella conduzione della casa. Il loro comportamento provoca presto la reazione della coppietta che decide di prendersi una vacanza e scappa via, lasciando un biglietto di saluto alle mamme. Le due signore, in preda allo sconforto, si consolano a vicenda una nelle braccia dell'altra.

## Produzione
Il film fu prodotto dalla Lubin Manufacturing Company.

## Distribuzione
Distribuito dalla General Film Company, il film - un cortometraggio in una bobina - uscì nelle sale statunitensi il 13 aprile 1911.